# 徐亦尤
徐亦尤（1932年—2015年3月11日），中國教育部国家语委推广普通话办公室机关党委书记。1986年全國語言文字工作會議副秘書長。退休後專注撰寫政論，批判否定中国特色社会主义的輿論。文革經歷不詳。